# Abduldžalíl Hadda
Abduldžalíl Hadda (* 23. března 1972), přezdívaný Kamatcho, je bývalý marocký fotbalista, který hrál jako útočník.

## Klubová kariéra
Narodil se v Meknès, začal hrát za místní COD. V roce 1996 přestoupil do Al-Ittihadu. Po přestupu do Clubu Africain podepsal smlouvu se Sportingem Gijón, který hrál Segundu División. Z klubu byl na hostování v Yokohamě Marinos. 
V roce 2001 přestoupil do Clubu Africain, ze kterého přestoupil do marockého de Fès a z něj zpět do COD. Kariéru ukončil ve věku 32 let.

## Reprezentační kariéra
Reprezentoval Maroko. Hrál na Mistrovství světa ve fotbale 1998, kde ve třech zápasech vstřelil 2 góly. Hrál na Africkém poháru v letech 1998 a 2000.